# جون ميرفي (لاعب كرة قدم بريطاني)
جون ميرفي (بالإنجليزية: John Murphy)‏ هو لاعب كرة قدم بريطاني في مركز ظهير ‏، ولد في 6 ديسمبر 1942، وتوفي في 23 أبريل 2020.